# 平池 (名古屋市守山区)

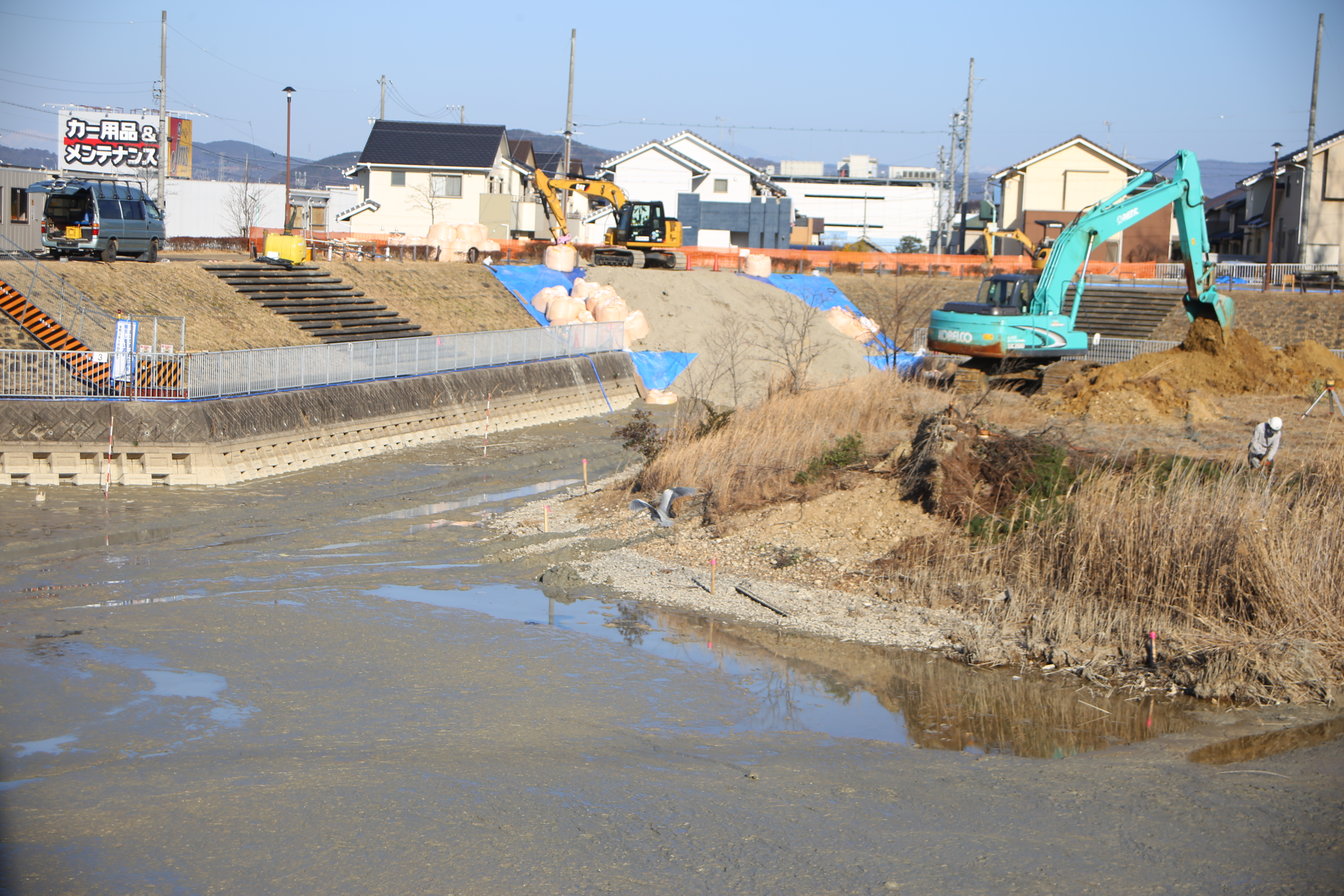
しゅんせつ工事中の平池（2021年2月）

平池（ひらいけ）は、愛知県名古屋守山区平池東にあるため池。

## 出来事
2021年（令和3年）1月の浚渫工事によりおよそ体長38.2cm、体重14.6㎏のカミツキガメが見つかっている。